# Municipio de Seventy-Six (Kansas)
El municipio de Seventy-Six (en inglés: Seventy-Six Township) es un municipio ubicado en el condado de Sumner en el estado estadounidense de Kansas. En el año 2010 tenía una población de 245 habitantes y una densidad poblacional de 2,68 personas por km².

## Geografía
El municipio de Seventy-Six se encuentra ubicado en las coordenadas 37°20′50″N 97°25′18″O / 37.34722, -97.42167. Según la Oficina del Censo de los Estados Unidos, el municipio tiene una superficie total de 91.48 km², de la cual 91,48 km² corresponden a tierra firme y (0 %) 0 km² es agua.

## Demografía
Según el censo de 2010, había 245 personas residiendo en el municipio de Seventy-Six. La densidad de población era de 2,68 hab./km². De los 245 habitantes, el municipio de Seventy-Six estaba compuesto por el 96,33 % blancos, el 1,63 % eran amerindios, el 0,82 % eran de otras razas y el 1,22 % eran de una mezcla de razas. Del total de la población el 5,71 % eran hispanos o latinos de cualquier raza.